# U.S. National Championships 1899
Gli U.S. National Championships 1899 (conosciuti oggi come US Open) sono stati la 19ª edizione degli U.S. National Championships e terza prova stagionale dello Slam per il 1899. I tornei maschili si sono disputati al Newport Casino di Newport, quelli femminili e il doppio misto al Philadelphia Cricket Club di Filadelfia, negli Stati Uniti.
Il singolare maschile è stato vinto dallo statunitense Malcolm Whitman, che si è imposto sul connazionale Jahial Parmly Paret in quattro set col punteggio di 6–1, 6–2, 3–6, 7–5. Il singolare femminile è stato vinto dalla statunitense Marion Jones, che ha battuto in finale in tre set la connazionale Maud Banks. Nel doppio maschile si sono imposti Holcombe Ward e Dwight Davis. Nel doppio femminile hanno trionfato Jane Craven e Myrtle McAteer. Nel doppio misto la vittoria è andata a Elizabeth Rastall, in coppia con Albert Hoskins.

## Seniors

### Singolare maschile
Malcolm Whitman ha battuto in finale  Jahial Parmly Paret con il punteggio di 6–1, 6–2, 3–6, 7–5.

### Singolare femminile
Marion Jones ha battuto in finale  Maud Banks con il punteggio di 6–1, 6–1, 7–5.

### Doppio maschile
Holcombe Ward /  Dwight Davis hanno battuto in finale  Leo Ware /  George Sheldon con il punteggio di 6–4, 6–4, 6–3.

### Doppio femminile
Jane Craven /  Myrtle McAteer hanno battuto in finale  Maud Banks /  Elizabeth Rastall con il punteggio di 6–1, 6–1, 7–5.

### Doppio misto
Elizabeth Rastall /  Albert Hoskins hanno vinto la finale contro  Jane Craven /  James P. Gardner che si sono ritirati sul punteggio di 6–4, 6–0.